# Leonardo Daniel
Leonardo Daniel (Cidade do México, 26 de julho de 1954) é um ator e cineasta mexicano.

## Carreira

### Televisão
- Mi camino es amarte (2022-2023) .... Eugenio Zambrano Torres
- La herencia (2022) .... Severiano del Monte
- Vencer el pasado (2021-2022) .... Lisandro Mascaró
- Vencer el desamor (2020) .... Lino Ferrer / Eliseo Morán #1
- Médicos, línea de vida (2019-2020).... Samuel
- Cuna de lobos (2019) .... Carlos Larios
- Mi familia perfecta (2018) .... El hijo de Tj
- Enemigo íntimo (2018-2020) .... El Comandante David Gómez
- Milagros de Navidad (2017) .... Don José Romero
- La hija pródiga (2017-2018) .... Federico Campomanes Soto
- El Chema (2016-2017) .... Alfredo "Feyo" Aguilera
- El señor de los cielos (2015-2016) .... Alfredo "Feyo" Aguilera[1]
- Amor sin reserva (2014-2015) .... Luis Cisneros
- El Capitán (2014) .... Dimitrio León
- Dama y obrero (2013) ... Mariano Santamaria
- Corazón valiente (2012) ... Darío Sandoval
- Pobre diabla (2009/10) .... Diego Montenegro
- Más sabe el diablo (2009/10) .... Aníbal Dávila
- Alma Indomable (2008/09) ... Rogelio Sorrento
- Valeria (2008) .... Renato Rivera
- Las dos caras de Ana (2006/07) .... Humberto Bustamante
- Mi vida eres tú (2006) .... Mario Andrés
- Inocente de ti (2004) .... Filemón
- Rebeca (2003) .... Adalberto Santander
- La duda (2002/03) .... Daniel
- Agua y aceite (2002) .... Héctor
- Cuando seas mía (2001/02) .... Joaquín Sánchez Serrano
- Háblame de amor (1999) .... Armando Aguilar
- Azul tequila (1998/99) .... Mariano De Icaza
- El secreto de Alejandra (1997) .... Sergio Duval
- La antorcha encendida (1996) .... Juan Aldama
- Cañaveral de pasiones (1996) .... Fausto Santos
- María la del Barrio (1995/96) .... Dr. Hinojosa
- María José (1995) .... Octavio Campuzano
- Agujetas de color de rosa (1994/95) .... Miguel Davis
- De frente al sol (1992) .... Adrián Bermúdez (joven)
- Encadenados (1988/89) .... Daniel Lazcano
- Rosa salvaje (1987/88) .... Enrique
- Cómo duele callar (1987) .... José Luis
- Seducción (1986) .... Javier Fuentes
- Juana Iris (1985)
- Principessa (1985) .... Federico
- Sí, mi amor (1984) .... David Kendall
- La fiera (1983) .... Miguel Martínez Bustamante
- Chispita (1982) .... Juan Carlos de la Mora
- El hogar que yo robé (1981) .... Eduardo
- Juventud (1980) .... Pablo
- Divino tesoro (1980)
- Ambición (1980)
- Los ricos también lloran (1979) .... Leonardo Mendizábal
- María José (1978) .... Alfredo
- Humillados y ofendidos (1977) .... Alejandro Correa
- Yo no pedí vivir (1977) .... Manuel
- Pobre Clara (1975)
- Mundo de juguete (1975) .... Aldo

### Cinema
- Maldita vecindad (2004)
- Atrapada (2003)
- Pedro el quemado (2002)
- Perros salvajes (2002)
- La tumba del mojado (2002)
- Marcado por la muerte (2002)
- Maten a Jesus Perez (2002)
- Furia de alacranes (2002)
- El hijo de Juan Charrasquedo (2002)
- Morras desmadrosas (2002)
- La banda de los panchitos 2 (2001)
- Casi el infierno (2001)
- El vengador de cabrones (2001)
- La sombra del azabache (2001)
- Cuando el poder es... (2000)
- La ley del cholo II (2000)
- Boda con la muerte (2000)
- La ley del gris (2000)
- los muertos no hablan (2000)
- Fuera de la ley (1998)
- Secuestro: Aviso de muerte (1998)
- Preparados para morir (1998)
- Con la vida prestada (1998)
- El jardinero y el federal (1998)
- El padre de la DEA (1998)
- Con fuego en la sangre (1997)
- Lluvia de diamantes (1996)
- Deseo criminal (1995)
- Muralla de tinieblas (1994)
- La perversión (1994)
- Caminantes... si hay camines (1994)
- Kino (1993)
- Fray Bartolomé de las Casas (1993)
- Furia de barrio (1993)
- Apocalipsis infernal (1993)
- Perseguido (1993)
- En espera de la muerte (1993)
- Maten al Mexicano (1993)
- Imperio de los malditos (1992)
- Comando terrorista (1992)
- Ayúdame compadre (1992)
- Otro caso de violación (1992)
- Desvestidas y alborotadas (1991)
- Burbujas de amor (1991)
- El ninja mexicano (1991)
- Mujer de cabaret (1991)
- El extensionista (1991)
- Tengo que matarlos (1991)
- Silencio de muerte (1991)
- Esa mujer me vuelve loco (1991)
- Por tu maldito amor (1990)
- Justiciero callejero (1990)
- Pero sigo siendo el rey (1988)
- Supervivientes de los Andes (1976)